# Bergen an der Dumme
Bergen an der Dumme là một đô thị của huyện Lüchow-Dannenberg, bang Niedersachsen, Đức. Đô thị này có diện tích 25,48 km².